# Antiche unità di misura della provincia di Ancona
Sono qui riportate le conversioni tra le antiche unità di misura in uso nella provincia di Ancona e il sistema metrico decimale, così come stabilite ufficialmente nel 1877.
Nonostante l'apparente precisione nelle tavole, in molti casi è necessario considerare che i campioni utilizzati (anche per le tavole di epoca napoleonica) erano di fattura approssimativa o discordanti tra loro.

## Misure di lunghezza
| Comuni | Denominazione                  | Valore   | Unità |
| --- | ------------------------------ | -------- | ----- |
| Tutti i comuni | Braccio di Ancona              | 0,663966 | m     |
| Tutti i comuni | Braccio di Macerata            | 0,670265 | m     |
| Tutti i comuni | Canna architettonica romana    | 2,234218 | m     |
| Tutti i comuni | Canna di Macerata              | 3,351327 | m     |
| Iesi, Barbara, Castelbellino, Belvedere d'Ostrense, Mergo, Castel Planio, Cupramontana, Maiolati, Monsano, Montecarotto, Monteroberto, Morro d'Alba, Rosora, Poggio S. Marcello, S. Paolo di Iesi, S. Maria Nuova | Braccio mercantile             | 0,747777 | m     |
| Iesi, Barbara, Castelbellino, Belvedere d'Ostrense, Mergo, Castel Planio, Cupramontana, Maiolati, Monsano, Montecarotto, Monteroberto, Morro d'Alba, Rosora, Poggio S. Marcello, S. Paolo di Iesi, S. Maria Nuova | Canna da legno e da muro       | 4,002974 | m     |
| Montalboddo | Braccio di tela                | 0,731965 | m     |
| Montalboddo | Braccio di fettucce            | 0,634358 | m     |
| Montalboddo | Canna da terra                 | 4,561529 | m     |
| Montenuovo | Braccio mercantile             | 0,721292 | m     |
| Montenuovo | Piede da legname               | 0,445169 | m     |
| Montenuovo | Canna da terra                 | 5,790990 | m     |
| Sinigaglia, Monterado, Ripe, Tomba di Sinigaglia | Braccio da tela                | 0,721292 | m     |
| Sinigaglia, Monterado, Ripe, Tomba di Sinigaglia | Canna antica da muro           | 3,574749 | m     |
| Sinigaglia, Monterado, Ripe | Canna da terra                 | 5,585545 | m     |
| Ancona, Agugliano, Barbara, Camerano, Camerata Picena, Offagna, Chiaravalle, Montemarciano, Falconara Marittima, Montesicuro, Paterno d'Ancona, Polverigi, Sirolo, Numana                                         | Canna da terra, muro e legname | 4,096067 | m     |
| Arcevia | Canna da terra                 | 4,375344 | m     |
| Arcevia | Piede da legname               | 0,363061 | m     |
| Castelfidardo, Filottrano, Mergo, Serra de' Conti, Serra S. Quirico | Canna da terra, muro e legname | 3,909882 | m     |
| Castelleone, Montesanvito | Canna da terra, muro e legname | 4,189159 | m     |
| Corinaldo | Canna da terra                 | 5,697256 | m     |
| Genga | Canna da terra                 | 6,404759 | m     |
| Loreto | Canna da terra                 | 5,213176 | m     |
| Osimo | Canna da terra                 | 3,798171 | m     |
| Sassoferrato | Canna da terra                 | 4,328798 | m     |
| Staffolo | Canna da terra                 | 6,255811 | m     |
| Tomba di Sinigaglia | Canna da terra                 | 5,934642 | m     |
| Sinigaglia | Piede antico per gli scavi     | 0,372370 | m     |
| Castelleone | Piede da legname               | 0,353751 | m     |
| Montalboddo, Ripe, Monterado, Sinigaglia, Tomba di Sinigaglia | Piede da legname               | 0,400297 | m     |

Il braccio mercantile di Ancona ed il braccio mercantile di Macerata si dividono in tre palmi, il palmo in 12 once.
Tre braccia fanno la canna mercantile.
La canna architettonica romana si divide in 10 palmi, il palmo in 12 once, l'oncia in 5 minuti.
La canna detta di Macerata si divide in 10 piedi, il piede in 18 Once.
Il braccio mercantile di Iesi, e quelli di Montalboddo, Montenuovo, Sinigaglia, il piede antico per gli scavi di Sinigaglia, ed il piede da legname di Montalboddo si dividono in 12 once.
La canna da legno e da muro di Iesi si divide in 10 piedi, il piede in once 21 1/2.
La canna da terra di Montalboddo si divide in 10 piedi, il piede in once 10 (eguali ad once della canna architettonica romana 24 1/2), l'oncia in minuti 10.
La canna da terra di Montenuovo si divide in 10 piedi, il piede in once 31.
La canna antica da muro di Sinigaglia si divide in 10 piedi, il piede in 12 once.
La canna da terra di Sinigaglia si divide in 10 piedi, il piede in once 30, l'oncia in 8 ottave, l'ottava in 72 grani.
La canna da terra, muro, e legname di Ancona si divide in 10 piedi, il piede in 22 once.
La canna da terra di Arcevia si divide in 10 piedi, il piede in once 23 1/2.
La canna da terra di Castelfidardo si divide in 10 piedi, il piede in once 21.
La canna da terra di Castelleone si divide in 10 piedi, il piede in once 22 1/2.
La canna da terra di Connaldo si divide in 10 piedi, il piede in once 30 3/5.
La canna da terra di Genga si divide in 16 piedi, il piede in once 21 1/2.
La canna da terra di Loreto si divide in 10 piedi, il Piede in 28 once.
La canna da terra di Osimo si divide in 10 piedi, il piede in once 20 2/5.
La canna da terra di Sassoferrato si divide in 10 piedi, il piede in once 23 1/4.
La canna da terra di Staffolo si divide in 10 piedi, il piede in once 33 3/5.
La stessa canna si divide anche in 16 piedi, il piede in once 21.
La canna da terra di Tomba di Sinigaglia si divide in 10 piedi, il piede in Once 31 7/8.

## Misure di superficie
| Comuni | Denominazione                    | Valore   | Unità |
| --- | -------------------------------- | -------- | ----- |
| Ancona, Agugliano, Camerano, Camerata Picena, Chiaravalle, Falconara, Montemarciano, Offagna, Montesicuro, Paterno, Polverigi, Sirolo, Numana                                | Soma per i terreni in piano      | 1,048610 | ha    |
| Ancona, Agugliano, Camerano, Camerata Picena, Chiaravalle, Falconara, Montemarciano, Offagna, Montesicuro, Paterno, Polverigi, Sirolo, Numana                                | Soma per i terreni a mezza costa | 1,174443 | ha    |
| Ancona, Agugliano, Camerano, Camerata Picena, Chiaravalle, Falconara, Montemarciano, Offagna, Montesicuro, Paterno, Polverigi, Sirolo, Numana                                | Soma per i terreni a tutta costa | 1,426110 | ha    |
| Arcevia | Rubbio                           | 1,531491 | ha    |
| Barbara | Rubbio                           | 1,509999 | ha    |
| Castelfidardo | Modiolo                          | 1,52872  | ha    |
| Castelleone | Soma                             | 1,403924 | ha    |
| Corinaldo | Soma                             | 1,298349 | ha    |
| Fabriano, Cerreto d'Esi | Soma                             | 1,509499 | ha    |
| Filottrano | Soma                             | 1,467569 | ha    |
| Genga | Coppa                            | 0,262534 | ha    |
| Iesi, Castelbellino, Castel Planio, Maiolati, Cupramontana, Morro, Montecarotto, Monteroberto, Monsano, Poggio S. Marcello, Rosora, S. Marcello, S. Paolo, Santa Maria Nuova | Rubbio                           | 1,602380 | ha    |
| Loreto | Modiolo                          | 0,262534 | ha    |
| Montalboddo | Rubbio                           | 1,352490 | ha    |
| Montenuovo | Rubbio                           | 1,341423 | ha    |
| Osimo | Modiolo                          | 0,144261 | ha    |
| Montesanvito | Rubbio in piana                  | 1,096816 | ha    |
| Montesanvito | Rubbio a mezza costa             | 1,228434 | ha    |
| Montesanvito | Rubbio a tutta costa             | 1,491670 | ha    |
| Sassoferrato | Coppa                            | 0,187385 | ha    |
| Serra de' Conti | Rubbio                           | 1,834461 | ha    |
| Serra S. Quirico, Mergo | Rubbio                           | 1,222974 | ha    |
| Sinigaglia | Soma                             | 1,247933 | ha    |
| Staffolo | Modiolo                          | 0,391352 | ha    |
| Tomba di Senigaglia | Soma                             | 1,408799 | ha    |

La soma per i terreni in piano di Ancona si divide in 625 canne quadrate. La soma per i terreni a mezza costa in canne quadrate 700. La soma pei terreni a tutta costa in canne quadrate 850.
La canna quadrata in 100 piedi quadrati, il piede quadrato in once quadrate 484.
Il rubbio di Arcevia si divide in 8 coppi, la coppa in 100 canne quadrate, la canna quadrata in 100 piedi quadrati, il piede quadrato in once quadrate 552 1/4.
Il rubbio di Barbara si divide in 900 canne quadrate, la canna quadrata in 100 piedi quadrati, il piede quadrato in once quadrate 484.
Il modiolo di Castelfidardo si divide in 100 canne quadrate, la canna quadrata in 100 piedi quadrati, il piede quadrato in 441 once quadrate.
La soma di Castelleone si divide in 8 coppe, la coppa in 100 canne quadrate, la canna quadrata in 100 piedi quadrati, il piede quadrato in once quadrate 506 1/4.
La soma di Corinaldo si divide in 400 canne quadrate, la canna quadrata in 100 piedi quadrati, il piede quadrato in once quadrate 936 9/25.
La soma di Fabriano si divide in 8 coppe, la coppa in 4 provende, la provenda in 42 canne quadrate, la canna quadrata in 100 piedi quadrati, il piede quadrato in 324 once quadrate.
La soma di Filottrano si divide in 960 canne quadrate, la canna quadrata in 100 piedi quadrati, il piede quadrato in 441 once quadrate.
La coppa di Genga si divide in 61 canne quadrate, la canna quadrata in 256 piedi quadrati, il piede quadrato in once quadrate 462 1/4.
Il rubbio di Iesi si divide in 1000 canne quadrate, la canna quadrata in 100 piedi quadrati, il piede quadrato in once quadrate 462 1/4.
Il modiolo di Loreto si divide in 100 canne quadrate, la canna quadrata in 100 piedi quadrati, il piede quadrato in once quadrate 784.
Il rubbio di Montalboddo si divide in 8 coppe, la coppa in canne quadrate 81 1/4, la canna quadrata in 100 piedi quadrati, il piede quadrato in 100 once quadrate.
Il rubbio di Montonuovo si divide in 400 canne quadrate, la canna quadrata in 100 piedi quadrati, Il rubbio di Montesanto per i terreni in piano è di Canne quadrate 625. Il rubbio per i terreni a mezza costa di canne quadrate 700. Il rubbio pei terreni a tutta costa di canne quadrate 800, la canna quadrata di 100 piedi quadrati, il piede quadrato di once quadrate 506 1/4.
Il modiolo di Osimo si divide in 100 canne quadrate, la canna quadrata in 100 piedi quadrati, il piede quadrato in once quadrate 416 4/25.
La coppa di Sassoferrato si divide in 4 staia, lo staio in 25 canne quadrate, la canna quadrata in 100 piedi quadrati, il piede quadrato in once quadrate 540 9/16.
Il rubbio di Serra de' Conti si divide in 1200 canne quadrate, la canna quadrata in 100 piedi quadrati, il piede quadrato in once quadrate 441.
Il rubbio di Serra S. Quirico si divide in 8 coppe, la coppa in 100 canne quadrate, la canna quadrata in 100 piedi quadrati, il piede quadrato in once quadrate 441.
La soma di Sinigaglia si divide in 400 canne quadrate, la canna quadrata in 100 piedi quadrati, il piede quadrato in 900 once quadrate.
Il modiolo di Staffolo si divide in 100 canne quadrate, la canna quadrata in 100 piedi quadrati, il piede quadrato in once quadrate 1128 24/25.
La soma di Tomba di Sinigaglia si divide in 8 coppe, la coppa in 50 canne quadrate, la canna quadrata in 100 piedi quadrati, il piede quadrato in once quadrate 1016 1/64.

## Misure di volume
| Comuni | Denominazione                   | Valore | Unità |
| --- | ------------------------------- | ------ | ----- |
| Tutti i comuni | Piede cubo                      | 37,640 | L     |
| Tutti i comuni | Palmo cubo                      | 11,153 | L     |
| Ancona, Camerata, Offagna, Chiaravalle, Falconara, Paterno, Polterigi, Agugliano, Camerano                                                                                     | Piede cubo                      | 68,723 | L     |
| Filottrano, Staffolo, Serra S. Quirico | Piede cubo                      | 59,771 | L     |
| Monte S. Vito | Piede cubo                      | 73,516 | L     |
| Belvedere, Castellino, Castel Planio, Cupramontana, Iesi, Maiolati, Monsano, Poggio S. Marcello, Rosora, S. Paolo, Santa Maria Nuova, Mergo, Montecarotto, Monteroberto, Morro | Piede cubo                      | 64,143 | L     |
| Sinigaglia, Monterado, Ripe, Tomba di Sinigaglia, Montalboddo | Piede cubo antico               | 45,681 | L     |
| Sinigaglia, Monterado, Ripe, Tomba di Sinigaglia, Montalboddo | Piede cubo                      | 64,143 | L     |
| Sinigaglia | Piede cubo antico per gli scavi | 51,632 | L     |
| Osimo | Piede cubo                      | 54,793 | L     |
| Arcevia | Piede cubo                      | 47,856 | L     |
| Castelleone | Piede cubo                      | 44,268 | L     |

Mille piedi cubi, meno per le misure antiche, fanno una canna cuba.
Il piede cubo usato in tutta la provincia è di once cube 5832.
Il palmo cubo di once cube 1728, l'oncia cuba di minuti cubi 125.
Il piede cubo di Ancona è di once cube 10648.
Il piede cubo di Filottrano d'once cube 9261.
Il piede cubo di Monte San Vito d'once cube 11390,625.
Il piede cubo di Iesi di once cube 9938,375.
Il piede cubo di Osimo di once cube 8489,664.
Il piede cubo di Arcevia di once cube 7414,875.
Il piede cubo di Castelleone di once cube 6859, l'oncia è sempre la medesima.
II piede cubo antico di Sinigaglia ed il piede cubo antico per gli scavi pure di Sinigaglia si dividono rispettivamente in 1728 once cube.

## Misure di capacità per gli aridi
| Comuni         | Denominazione | Valore   | Unità |
| -------------- | ------------- | -------- | ----- |
| Tutti i comuni | Rubbio        | 280,6480 | L     |

In Ancona ed in tutti i Comuni della Provincia, meno i seguenti, il rubbio è diviso in 8 coppe, la coppa in 4 provende, la provenda in 8 scodelle.
Nei comuni di Iesi, Arcevia, Castelleone, Castel Bellino, Maiolati, Cupramontana, Monsano, S. Paolo, Mergo, lo stesso rubbio si divide in 8 coppe, la coppa in 5 provende, la provenda in 8 scodelle.
Nel comune di Corinaldo lo stesso rubbio si divide in 8 coppe, la Coppa in 6 provende, la provenda in 8 scodelle.

## Misure di capacità per i liquidi
| Comuni | Denominazione                | Valore   | Unità |
| --- | ---------------------------- | -------- | ----- |
| Ancona, Camerano, Montesicuro , Paterno, Polverigi, Sirolo, Numana, Agugliano, Chiaravalle, Falconara, Offagna | Soma da vino                 | 69,6000  | L     |
| Ancona, Camerano, Montesicuro , Paterno, Polverigi, Sirolo, Numana, Agugliano, Chiaravalle, Falconara, Offagna | Metro da olio                | 17,4000  | L     |
| Agugliano, Camerata, Chiaravalle, Falconara, Montemarciano, Offagna, Monte S. Vito | Soma da vino                 | 72,5000  | L     |
| Agugliano, Camerata, Chiaravalle, Falconara, Montemarciano, Offagna, Monte S. Vito | Metro da olio                | 17,4000  | L     |
| Arcevia | Soma da vino                 | 101,7216 | L     |
| Iesi, Barbara, Belvedere, Castel Planio, Castelbellino, Cupramontana, Mergo, Maiolati, Montecarotto, Monsano, Monteroberto, Morro d'Alba, Rosora, Poggio S. Marcello, S. Paolo, S. Marcello, Serra de' Conti, Santa Maria Nuova, Staffolo | Soma da vino                 | 130,2036 | L     |
| Iesi, Barbara, Belvedere, Castel Planio, Castelbellino, Cupramontana, Mergo, Maiolati, Montecarotto, Monsano, Monteroberto, Morro d'Alba, Rosora, Poggio S. Marcello, S. Paolo, S. Marcello, Serra de' Conti, Santa Maria Nuova, Staffolo | Soma da olio                 | 143,7665 | L     |
| Osimo, Filottrano, Castelfidardo | Soma da vino                 | 97,6527  | L     |
| Fabriano, Genga, Cerreto d'Esi | Soma da vino                 | 85,4461  | L     |
| Fabriano, Genga, Cerreto d'Esi | Broccatella da olio          | 11,2318  | L     |
| Corinaldo, Montalboddo | Soma da vino                 | 122,0659 | L     |
| Loreto | Soma da vino                 | 65,1018  | L     |
| Sinigaglia, Monterado, Ripe, Tomba di Sinigaglia | Soma da vino (misura nuova)  | 81,3772  | L     |
| Sinigaglia, Monterado, Ripe, Tomba di Sinigaglia | Soma da vino (misura antica) | 116,6832 | L     |
| Sinigaglia, Monterado, Ripe, Tomba di Sinigaglia | Mastello da olio             | 105,0149 | L     |
| Sassoferrato | Soma da vino                 | 105,7904 | L     |
| Serra S. Quirico | Soma da vino                 | 146,4791 | L     |
| Castelleone | Soma da vino                 | 149,8699 | L     |
| Montenuovo | Soma da vino                 | 177,2353 | L     |
| Arcevia, Castelleone, Montalboddo | Cannata da olio              | 22,4635  | L     |
| Castelfidardo, Loreto, Filottrano, Sassoferrato, Serra S. Quirico | Metro da olio                | 17,9708  | L     |
| Corinaldo | Soma da olio                 | 134,7811 | L     |
| Osimo | Metro da olio                | 16,8476  | L     |

La soma da vino di Ancona si divide in 2 barili, il barile in 24 boccali, il boccale in 4 fogliette.
Il metro da olio di Ancona si divide in 12 boccali, il boccale in 4 fogliette, la foglietta in 4 misurelle.
La soma da vino di Agugliano si divide in 2 barili, il barile in 25 boccali, il boccale in 4 fogliette.
La soma da vino di Arcevia si divide in 2 barili, il barile in 25 boccali, il boccale in 4 foglietto.
La soma da vino di Iesi si divide in 4 barili, il barile in 16 boccali, il boccale in 4 fogliette.
La soma da olio di Iesi si divide in 61 boccali, il boccale in 4 fogliette.
La soma da vino di Osimo si divide in 3 barili, il barile in 16 boccali, il boccale in 4 fogliette.
Talora si divide pure in 2 barili, ed allora il barile si fa di 24 boccali.
La soma da vino di Fabriano si divide in 2 barili, il barile in 21 boccali, il boccale in 4 Fogliette.
La broccatella da olio di Fabriano si divide in 5 boccali, il boccale in 4 fogliette.
La soma da vino di Corinaldo si divide in 2 barili, il barile in 30 boccali, il boccale in 4 fogliette.
La soma da vino di Loreto si divide in 2 barili, il barile in 16 boccali, il boccale in 4 fogliette.
La soma da vino di misura nuova di Sinigaglia si divide in 2 barili, il barile in 20 boccali, il boccale in 4 fogliette.
La soma da vino di misura vecchia di Sinigaglia si divide in 4 barili, il barile in boccali 12 1/2, il boccale in 4 fogliette.
Si divideva pure in 4 barili, il barile in Orcie o Brocche 2 1/2, l'orcia in boccali 5.
Il mastello da olio di Sinigaglia si divide in 3 metri, il metro in brocchette 7 1/2, la brocchetta in boccali 2, il boccale in fogliette 4, la foglietta in 8 misure.
La soma da vino di Sassoferrato si divide in 2 barili, il barile in 26 boccali, il boccale in 4 fogliette.
La soma da vino di Serra S. Quirico si divide in 4 barili, il barile in 18 boccali, il boccale in 4 fogliette.
La soma da vino di Castelleone si divide in 48 boccali, il boccale il 4 fogliette.
La soma da vino di Montenuovo si divide in 42 boccali, il boccale in 4 fogliette.
La cannata da olio di Arcevia si divide in 10 boccali, il boccale in 4 fogliette, la foglietta in 4 quartucci.
Il metro da olio di Loreto si divide in 8 boccali, il boccale in 4 fogliette, la foglietta in 4 quartucci.
La soma da olio di Corinaldo si divide in 60 boccali, il boccale in 4 fogliette.
Il metro da olio di Osimo si divide in boccali 7 1/2, il boccale in 4 fogliette.
Nella città di Ancona, e nei comuni che ne seguivano l'uso in fatto di misure da vino, si usava pure una soma da mosto di litri 78,30 divisa in 2 barili, il barile in 27 boccali.
Nel comune di Montenuovo l'olio si vendeva a peso, e la misura d'una libbra romana corrispondeva a litri 0,370.

## Pesi
| Comuni | Denominazione | Valore  | Unità |
| --- | ------------- | ------- | ----- |
| Tutti i comuni meno i seguenti | Libbra romana | 339,072 | g     |
| Ancona, Agugliano, Camerano, Camerata, Chiaravalle, Offagna, Montemarciano, Sirolo, Paterno, Polverigi, Numana, Falconara, Montesanvito, Montesicuro | Libbra        | 329,583 | g     |
| Sinicaglia, Monterado, Ripe, Tomba di Sinigaglia | Libbra        | 334,890 | g     |

La libbra si divide in 12 once, l'oncia in 8 ottave, l'ottava in 3 denari, il denaro in 24 grani.

## Territorio
Nel 1874 nella provincia di Ancona erano presenti 51 comuni divisi in 14 mandamenti; nella provincia era presente il solo circondario di Ancona.
- Ancona I • Ancona, Camerano, Numana, Sirolo
- Ancona II • Ancona, Montescuro, Paterno d'Ancona
- Arcevia • Arcevia
- Corinaldo • Barbara, Castelleone di Suasa, Corinaldo, Montenovo
- Fabriano • Cerreto d'Esi, Fabriano, Serra San Quirico
- Filottrano • Filottrano
- Jesi • Castelbellino, Cupramontana, Jesi, Maiolati Spontini, Monsano, Monte Roberto, San Marcello, San Paolo di Jesi, Santa Maria Nuova, Staffolo
- Loreto • Loreto
- Montalboddo • Belvedere Ostrense, Montalboddo, Morro d'Alba
- Montecarotto • Castelplanio, Mergo, Montecarotto, Poggio San Marcello, Rosora, Serra de' Conti
- Montemarciano • Camerata Picena, Chiaravalle, Falconara Marittima, Montemarciano, Monte San Vito
- Osimo • Agugliano, Castelfidardo, Offagna, Osimo, Polverigi
- Sassoferrato • Genga, Sassoferrato
- Senigallia • Monterado, Ripe, Senigallia, Tomba di Senigallia